# 短編集
短編集（たんぺんしゅう）とは、小説や漫画の短編作品を集め、1冊の本とした書籍。複数の人物の作品を集めたものはアンソロジーとも言う。また収録作品が連作短編の場合は連作短編集と呼ぶこともある。また、短編集に収録されている作品のうち、その題名が短編集の題名にも使われているものは特に表題作と呼ばれる。